# 로버트 놀란
로버트 놀란(Robert Nolan, 1953년 1월 1일 ~ )은 캐나다의 배우이다.

## 영화
- 미드나잇 쇼타임 (2017년)
- 좀비: 생존의 밤 (2012년)
- 퍼밀리어 (2012년) - 존 도드 역
- 서칭 포 엔젤스 (2011년)
- 티쳐 (2011년)